# ラッシュアップ
ラッシュアップ（登記社名: 有限会社rush up）は東京都世田谷区にある芸能プロダクション。

## 沿革
- 2003年 - 夏木プロダクションのスタッフの「古屋久義」が独立し、有限会社エフアクターとして設立。
- 2014年 - 有限会社ラッシュアップに社名変更。

## 概説
元夏木プロダクションのスタッフだった古屋久義が西村和彦、萬雅之などの個人事務所として設立した。2014年に夏木プロダクションが解散したこと伴い村井美樹などのタレントが移籍している。

## 所属タレント
- 萬雅之
- 寺田千穂
- 樽沢勇紀
- 伏見哲夫
- 宅麻伸 (業務提携)

## 過去の所属者
- 西村和彦
- 小沢和義（ヴィランズから現在キャッツビーエンターテイメントへ移籍。）
- 鶴岡修
- 泉知束
- 室積光
- 佐伯俊道（脚本家）
- 村井美樹
- 神田蘭 (講談師)